# Линденау, Генрих Готлиб фон
Граф (с 1765) Генрих Готлиб фон Линденау (нем. Heinrich Gottlieb von Lindenau; 3 июля 1723 — 11 октября 1789, Махерн, Лейпциг) — саксонский обер-шталмейстер, александровский кавалер (1769).

## Биография
Родился в 1723 году. Выходец из старинной саксонской дворянской семьи, сын Готфрида фон Линденау (1693–1749).
В 1740 году поступил пажом на службу к саксонскому курфюрсту. В дальнейшем был камергером, обер-шталмейстером, действительным тайным советником и губернатором округа Торгау.
Являлся одним из ближайших приближённых курфюрста Саксонии. В 1765 году был пожалован графским титулом. В 1768 (по другим данным, в 1769 году) был награждён русским орденом Святого Александра Невского. 
Имел большое состояние, несколько усадеб, включая замок Махерн; был совладельцем лейпцигского ресторана «Погреб Ауэрбаха», продолжающего действовать и сегодня. 
Скончался в 1789 году в Махерне.
Его сын, Карл Генрих фон Линденау (1755—1842), тоже стал обер-шталмейстером, только прусским, а также генерал-лейтенантом и кавалером русского ордена Святой Анны 1 степени.